# Pure and Rough
Pure and Rough (en español: Puro y áspero) es un álbum recopilatorio de la banda alemana de heavy metal Axxis  y fue lanzado de forma independiente en 2002 en formato de descarga digital.
Este disco compila varios temas que no fueron lanzados en álbumes anteriores,  pues algunos, según Bernhard Weiss, vocalista del grupo, no eran lo demasiado buenas como para incluirlas en sus producciones de estudio. Pure and Rough contiene también un par de melodías en versión acústica («Julia» y «Kings Made of Steel»).

## Lista de canciones
| Side one |                                          |                                 |                           |          |  |
| N.º      | Título                                   | Escritor(es)                    | Traducción al español     | Duración |  |
| 1.       | «When the Cats...»                       | Bernhard Weiss                  | «Cuando los gatos...»     | 3:18     |  |
| 2.       | «Julia» (versión acústica)               | Bernhard Weiss                  | «Julia»                   | 3:16     |  |
| 3.       | «Moonlight»                              | Bernhard Weiss                  | «Luz de luna»             | 4:51     |  |
| 4.       | «All that I Want»                        | Bernhard Weiss                  | «Todo lo que quiero»      | 2:43     |  |
| 5.       | «Burning Rain»                           | Bernhard Weiss                  | «Lluvia ardiente»         | 4:21     |  |
| 6.       | «Lazy Sun»                               | Bernhard Weiss                  | «Sol perezoso»            | 3:24     |  |
| 7.       | «Kings Made of Steel» (versión acústica) | Bernhard Weiss / Walter Pietsch | «Reyes hechos de acero»   | 3:23     |  |
| 8.       | «Ride on the Daylight»                   | Berhnard Weiss                  | «Andar en la luz del día» | 4:08     |  |
| 9.       | «Through the Gate»                       | Bernhard Weiss                  | «A través de la puerta»   | 3:09     |  |

## Créditos
- Bernhard Weiss — voz
- Harry Oellers — guitarra y teclados
- Walter Pietsch — guitarra
- Guido Wehmeyer — guitarra acústica (en la canción 2)
- Kuno Niemeyer — bajo eléctrico
- Markus Gfeller — bajo eléctrico (en la canción 4 y 9)
- Werner Kleinhans — bajo acústico (en la canción 1 y 7)
- Richard Michalski — batería